# Hans-Peter Boer
Hans-Peter Boer (* 22. Januar 1949 in Nottuln) ist ein deutscher Krimi-Autor und Heimatkundler.

## Leben
Boer wurde 1949 in Nottuln als Sohn eines Bäckers geboren. Nach dem Abitur 1969 am Paulinum in Münster folgte bis 1972 ein Studium an der Pädagogischen Hochschule Münster und 1976–1979 ein Aufbaustudium in den Fächern Deutsch und Geschichte für das Lehramt der Sekundarstufe I an der Wilhelms-Universität. In den darauf folgenden Jahren war er als Lehrer an der Hauptschule in Gescher, an der Schule für Lernbehinderte in Coesfeld, an der Anna-Katharina-Emmerick-Hauptschule in Coesfeld, am Ratsgymnasium Münster und letztendlich am Joseph-Haydn-Gymnasium in Senden tätig.
Von 1982 bis 1985 übernahm Boer die Leitung des Mühlenhof-Freilichtmuseums Münster. 
Von 2005 bis 2014 war er Kulturdezernent in der Bezirksregierung Münster. Er ist auch Vorsitzender des Kreisheimatvereins Coesfeld.

## Autor
Zu seinem Hobby zählt Boer die Erforschung der Kultur, Geschichte und Volkskunde des Münsterlandes und seinem Heimatdorf Nottuln. Zahlreiche Fachartikel und eigenständige Werke hat Boer zu diesem Themenkomplex verfasst. Seit 2006 ist er Autor einer Krimiserie mit Kommissar Klaus Kattenstroht.

## Werke (Auswahl)

### Sachbücher
- Norddeutsche Bauernhäuser, mit Fotos von Horst Zielske. Umschau-Verlag, Frankfurt am Main 1985, ISBN 3-524-63034-0.
- J. C. Schlaun. Sein Leben, seine Zeit, sein Werk. Aschendorff, Münster 1995, ISBN 3-402-05108-7.
- Unbekanntes Münsterland, mit Fotos von Andreas Lechtape. Aschendorff, Münster 1998, ISBN 3-402-05162-1.
- Schöne Höfe im Münsterland. Zeugen ländlicher Baukultur aus fünf Jahrhunderten, mit Fotos von Andreas Lechtape. Aschendorff, Münster 2007, ISBN 978-3-402-00434-0
- Burgen und Schlösser im Münsterland, mit Fotos von Andreas Lechtape. Aschendorff, Münster 2010, ISBN 978-3-402-12766-7.
- Westmünsterland, mit Fotos von Andreas Lechtape. Aschendorff, Münster 2012, ISBN 978-3-402-12961-6.
- Gärten und Parks im Münsterland, mit Fotos von Andreas Lechtape. Aschendorff, Münster 2015, ISBN 978-3-402-13073-5.

### Prosa
- Lüninge oder die wahre Geschichte von Jörg Dirk Schulte Westerode, seiner Frau und seinen drei Söhnen . Landwirtschaftsverl., Münster 1985, ISBN 3-7843-1189-X
- Niewweltieden. Aschendorff, Münster 1993, ISBN 3-402-06109-0.

Klaus Kattenstroht
- Stoppelland. Landwirtschaftsverl., Münster 2006, ISBN 978-3-7843-3387-8.
- Schwengelrecht. Landwirtschaftsverl., Münster 2007, ISBN 978-3-7843-3439-4.
- Kuchentage. Landwirtschaftsverl., Münster 2008, ISBN 978-3-7843-3486-8.
- Schweinemond. Landwirtschaftsverl., Münster 2009, ISBN 978-3-7843-5048-6.
- Kirmeskronen. Landwirtschaftsverl., Münster 2010, ISBN 978-3-7843-5096-7.
- Balkenbrand. Landwirtschaftsverl., Münster 2011, ISBN 978-3-7843-5157-5.
- Jungferntanz. Landwirtschaftsverl., Münster 2012, ISBN 978-3-7843-5219-0.
- Wüstung. Landwirtschaftsverl., Münster 2014, ISBN 978-3-7843-5336-4.